# Dasyvalgus rubrothoracicus
Dasyvalgus rubrothoracicus är en skalbaggsart som beskrevs av Miyake 1993. Dasyvalgus rubrothoracicus ingår i släktet Dasyvalgus och familjen Cetoniidae. Inga underarter finns listade i Catalogue of Life.